# Уэст, Джеймс (физик)
Джеймс Эдвард Масео Уэст (англ. James Edward Maceo West, род. 10 февраля 1931 года) — американский физик, электротехник и изобретатель. Известен как обладатель более 250 патентов на производство и дизайн микрофонов.

## Биография
Джеймс Уэст родился 10 февраля 1931 года в афроамериканской семье. Он получил степень магистра физики в Университете Темпл и в 1957 году присоединился к Лаборатории Белла в Мюррей-Хилле, штат Нью-Джерси. Его работа была сосредоточена на электроакустике, физической акустике и архитектурной акустике.
В 1962 году он совместно с Герхардом Сесслером, изобрели фольгированный электретный микрофон. Благодаря своей эффективности и низкой стоимости микрофоны стали чрезвычайно популярными. Сегодня почти 90 % всех микрофонов основаны на их изобретении.
В 2001 году доктор Уэст, уволился после 40 лет работы в Лаборатории Белла. За всё время он получив 47 американских и более 200 иностранных патентов. В дальнейшем, он поступил в Университет Джонса Хопкинса и в настоящее время является профессором вычислительной техники и электротехники.
Он также является членом Национальной инженерной академии и Акустического общества Америки и в 1999 году он был введен в Зал славы изобретателей, также он принимает активное участие в программе, которая побуждает школьников из числа меньшинств познавать науку с помощью наставников.

## Изобретения

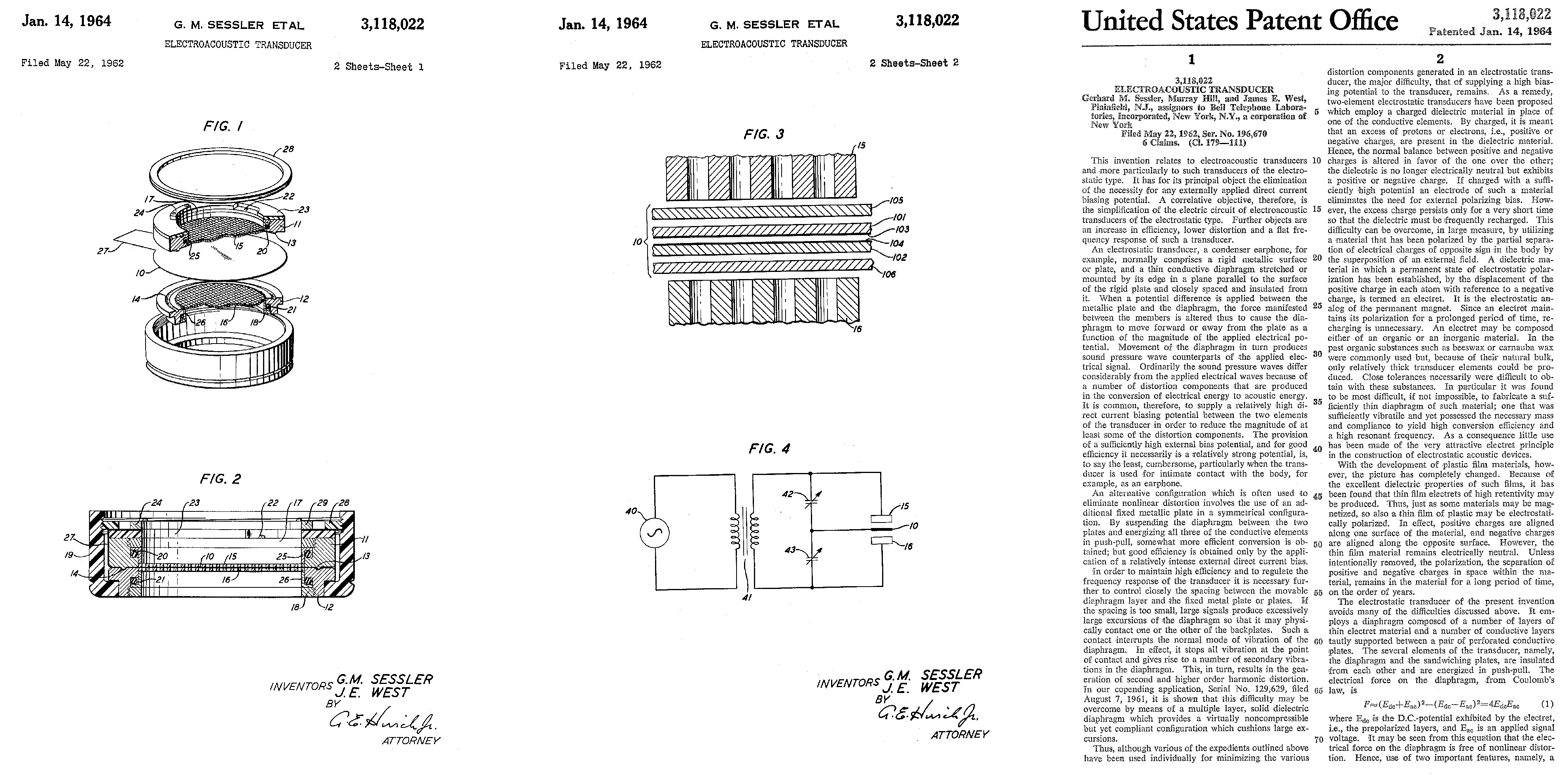
Первый патент на фольгированный электретный микрофон Дж. М. Сесслера и Дж. Э. Веста (страницы с 1 по 3)

Джеймс Уэст, совместно с Герхардом Сесслером изобрёл фольгированный электретный микрофон в 1962 году при разработке инструментов для исследования человеческого слуха. По сравнению с предыдущими конденсаторными микрофонами электретный микрофон имеет более высокую ёмкость и не требует смещения постоянного тока. Вест и Сесслер оптимизировали механические и поверхностные параметры системы. Почти 90 процентов из более чем двух миллиардов микрофонов, производимых ежегодно, основаны на принципах фольгированного электрета и используются в повседневных предметах, таких как телефоны, видеокамеры, слуховые аппараты, радионяни, аудиозаписывающие устройства и прочее.
Недавно Уэст совместно с Илен Буш-Вишняк изучил акустическую среду в больницах, показав, что в больницах в целом слишком шумно, а уровень шума влияет на персонал и пациентов. Доктор Уэст имеет более 250 патентов на своё имя. В возрасте 89 лет в 2021 году он по-прежнему активно занимается изобретением, работая над устройством для обнаружения пневмонии в лёгких младенцев.